# Tabiona
Tabiona város az USA Utah államában,  Duchesne megyében. Lakosainak száma 143 fő (2020. április 1.).

## Népesség
A település népességének változása:
| Lakosok száma | 171  | 175  | 143  |
|               | 2010 | 2012 | 2020 |